# Kamenica nad Hronom
Kamenica nad Hronom – wieś (obec) w południowo-zachodniej Słowacji w kraju nitrzańskim, w powiecie Nowe Zamki. Leży na Nizinie Naddunajskiej, u ujścia Hronu do Dunaju.
Na wschód od centrum zabudowań wsi, na lewym brzegu Dunaju, tuż poniżej ujścia Hronu, grupa wzgórz zwanych Burda ze szczytami Plešivec (396 m n.p.m.) i Kráľova hora (375 m n.p.m.). Zbudowana w większości ze skał piroklastycznych, jest słowackim przedłużeniem położonych już na Węgrzech gór Börzsöny, oddzielonym od nich doliną Ipoli. U południowych podnóży wzgórz, w dolince powyżej osady Kováčov, kompleks sztolni, szybów i większych kawern w skałach, będący pozostałością po dawnej działalności górniczej. W ostatniej dekadzie XX w. stwierdzono tu hibernowanie 12 gatunków nietoperzy, a miejsce to uznano za jedno z najważniejszych zimowisk nietoperzy w zachodniej Słowacji. Najliczniej występują mopek zachodni i nocek duży. Kompleks znajduje się w granicach rezerwatu przyrody Burdov.